# Ahmad Samir asz-Szabramallisi
Ahmad Samir Muhammad asz-Szabramallisi, Ahmed Samir El Shabramsly (ur. 2 stycznia 1992) – egipski lekkoatleta specjalizujący się w rzucie oszczepem.
Medalista mistrzostw krajów arabskich w juniorskich kategoriach wiekowych. 26 sierpnia 2008 w Ammanie wynikiem 66,92 ustanowił rekord Egiptu juniorów młodszych. W kolejnym sezonie bez powodzenia startował w globalnego czempionatu juniorów młodszych, a w 2010 nie awansował do finału mistrzostw świata juniorów. Zdobywca brązowego medalu mistrzostw Afryki juniorów (2011). W 2013 sięgnął po brąz igrzysk solidarności islamskiej.
Rekord życiowy: 71,23 (16 grudnia 2011, Doha).

## Osiągnięcia
| Rok  | Impreza                               | Miejsce          | Pozycja           | Wynik |
| ---- | ------------------------------------- | ---------------- | ----------------- | ----- |
| 2009 | Mistrzostwa świata juniorów młodszych | Tyrol Południowy | el. – 15. miejsce | 66,25 |
| 2010 | Mistrzostwa świata juniorów           | Moncton          | el. – 13. miejsce | 66,88 |
| 2011 | Mistrzostwa Afryki juniorów           | Gaborone         | 3. miejsce        | 68,45 |
| 2011 | Mistrzostwa panarabskie               | Al-Ajn           | 3. miejsce        | 70,38 |
| 2011 | Igrzyska panarabskie                  | Doha             | 2. miejsce        | 71,23 |
| 2013 | Igrzyska solidarności islamskiej      | Palembang        | 3. miejsce        | 69,02 |